# Judo aux Jeux africains de 2015
Navigation
2011 2019
Les compétitions de Judo  aux Jeux africains de 2015 ont lieu du 13 au 15 septembre 2015, à la Salle de Talangaï à Brazzaville en République du Congo.

## Médaillés

### Hommes
| Épreuves | Or                    | Argent                  | Bronze                                       |
| -------- | --------------------- | ----------------------- | -------------------------------------------- |
| - 60 kg  | Ahmed Abelrahman      | Kamel Haroune           | Fraj Dhouibi Nayr Garcia Pedro               |
| - 66 kg  | Houd Zourdani         | Aly Zabdelmouaty        | Mohamed Abdelmawgoud Harnold Koussou Ouvelou |
| - 73 kg  | Mohamed Mohyeldin     | Faye Njie               | Edison Madeira Emmanuel Nartey               |
| - 81 kg  | Mohamed Abdelaal      | Paul Kibikai            | Ali Hazem Abdelaziz Ben Ammar                |
| - 90 kg  | Abderrahmane Benamadi | Oussama Mahmoud Snoussi | Dieudonne Dolassem Zack Piontek              |
| - 100 kg | Lyes Bouyakoub        | Anis Ben Khaled         | Seidou Nji Mouluh Boubakar Mane              |
| +100 kg  | Faïcel Jaballah       | Bilal Zouani            | Deo Gracia Ngokaba Khaled Selim              |

### Femmes
| Épreuves | Or                  | Argent                   | Bronze                               |
| -------- | ------------------- | ------------------------ | ------------------------------------ |
| - 48 kg  | Sabrina Saidi       | Olfa Saoudi              | Fatima Bashir Taciana Lima           |
| - 52 kg  | Djazia Haddad       | Hela Ayari               | Salimata Fofana Franca Audu          |
| - 57 kg  | Ratiba Tariket      | Zouleiha Abzetta Dabonné | Hortance Diédhiou Léa Buet           |
| - 63 kg  | Helene Wezeu Dombeu | Souad Belakhal           | Meriem Bjaoui Szandra Szogedi        |
| - 70 kg  | Antonia Moreira     | Houda Miled              | Aicha Ben Abderahmane Nihel Landolsi |
| - 78 kg  | Kaouthar Ouallal    | Sarra Mzougui            | Vanessa Mballa Atangana Rita Ebere   |
| +78 kg   | Nihel Cheikhrouhou  | Sonia Asselah            | Nadine Wetie Diodjo Sahar Trabelsi   |

## Tableau des médailles
| Rang | Nation              | Or | Argent | Bronze | Total |
| ---- | ------------------- | -- | ------ | ------ | ----- |
| 1    | Algérie             | 7  | 4      | 1      | 12    |
| 2    | Égypte              | 3  | 1      | 3      | 7     |
| 3    | Tunisie             | 2  | 6      | 5      | 13    |
| 4    | Cameroun            | 1  | 0      | 4      | 5     |
| 5    | Angola              | 1  | 0      | 1      | 2     |
| 6    | Côte d'Ivoire       | 0  | 1      | 1      | 2     |
| 6    | Gabon               | 0  | 1      | 1      | 2     |
| 8    | Gambie              | 0  | 1      | 0      | 1     |
| 9    | Nigeria             | 0  | 0      | 3      | 3     |
| 9    | Sénégal             | 0  | 0      | 3      | 3     |
| 11   | Ghana               | 0  | 0      | 2      | 2     |
| 12   | République du Congo | 0  | 0      | 1      | 1     |
| 12   | Guinée-Bissau       | 0  | 0      | 1      | 1     |
| 12   | Mozambique          | 0  | 0      | 1      | 1     |
| 12   | Afrique du Sud      | 0  | 0      | 1      | 1     |
|      | Total               | 14 | 14     | 28     | 56    |